# Catacombe di Porta d'Ossuna
Le catacombe di Porta d'Ossuna sono un cimitero ipogeo paleocristiano di Palermo.

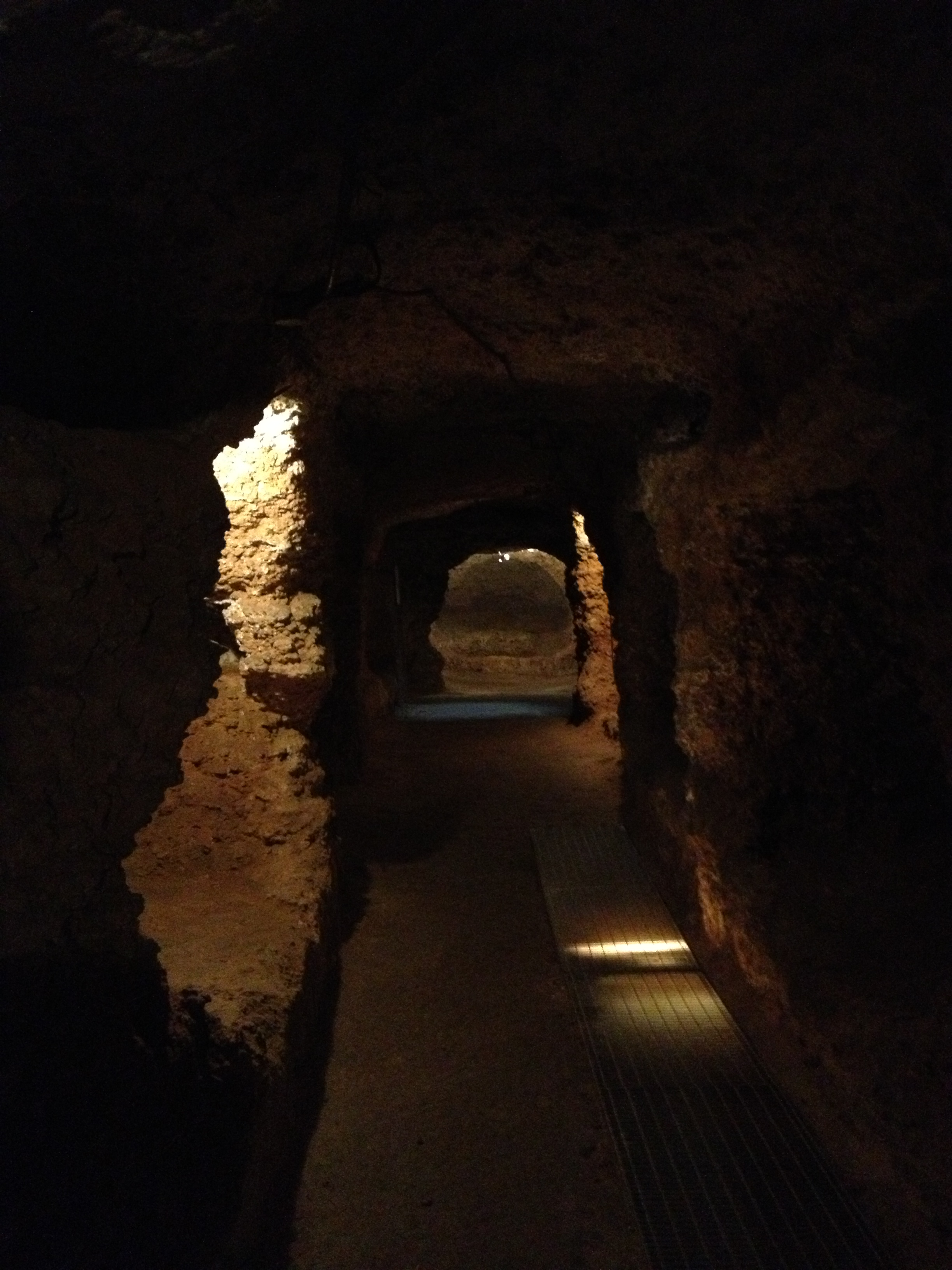

Il sito è posto nella depressione naturale del Papireto a nord-ovest della città, e fu tagliato lungo corso Alberto Amedeo per l'edificazione dei bastioni cinquecenteschi. Il complesso fu scoperto nel 1739 durante i lavori per la costruzione del convento delle Cappuccinelle ed esplorato dal principe di Torremuzza, mentre nel 1907 fu studiato per la prima volta da Joseph Führer e Victor Schultze. Durante la seconda guerra mondiale le catacombe vennero utilizzate come ricovero dalla popolazione per rifugiarsi dai bombardamenti.
L'ingresso è oggi su corso Alberto Amedeo, preceduto da un vestibolo costruito per volere di Ferdinando I di Borbone nel 1785, di cui resta un'iscrizione celebrativa all'entrata; in passato questo era posto a sud-ovest, dove si trova una rampa d'accesso con sette gradini ed un basamento trapezoidale probabilmente impiegato come mensa per i refrigeria (banchetti funebri). La catacomba è articolata su un asse est-ovest e diversi corridoi perpendicolari, dove si parano arcosoli polisomi, loculi e cubicoli. Le pareti erano dipinte, ma oggi restano solamente alcune tracce di intonaco. Alla scoperta nel XVIII secolo fu rinvenuta un'iscrizione funeraria per una bambina (CIL X, 7333), oggi conservata al Museo archeologico regionale  Antonio Salinas. La struttura, nonostante le dimensioni più modeste, è simile alle catacombe di Siracusa e risale al IV-V secolo.
La gestione delle catacombe è affidata alla Pontificia commissione di archeologia sacra della Santa Sede.